# Západní brána (Brno)
Západní brána je vznikající moderní čtvrť v Brně v městské části Starý Lískovec.

## Popis lokality

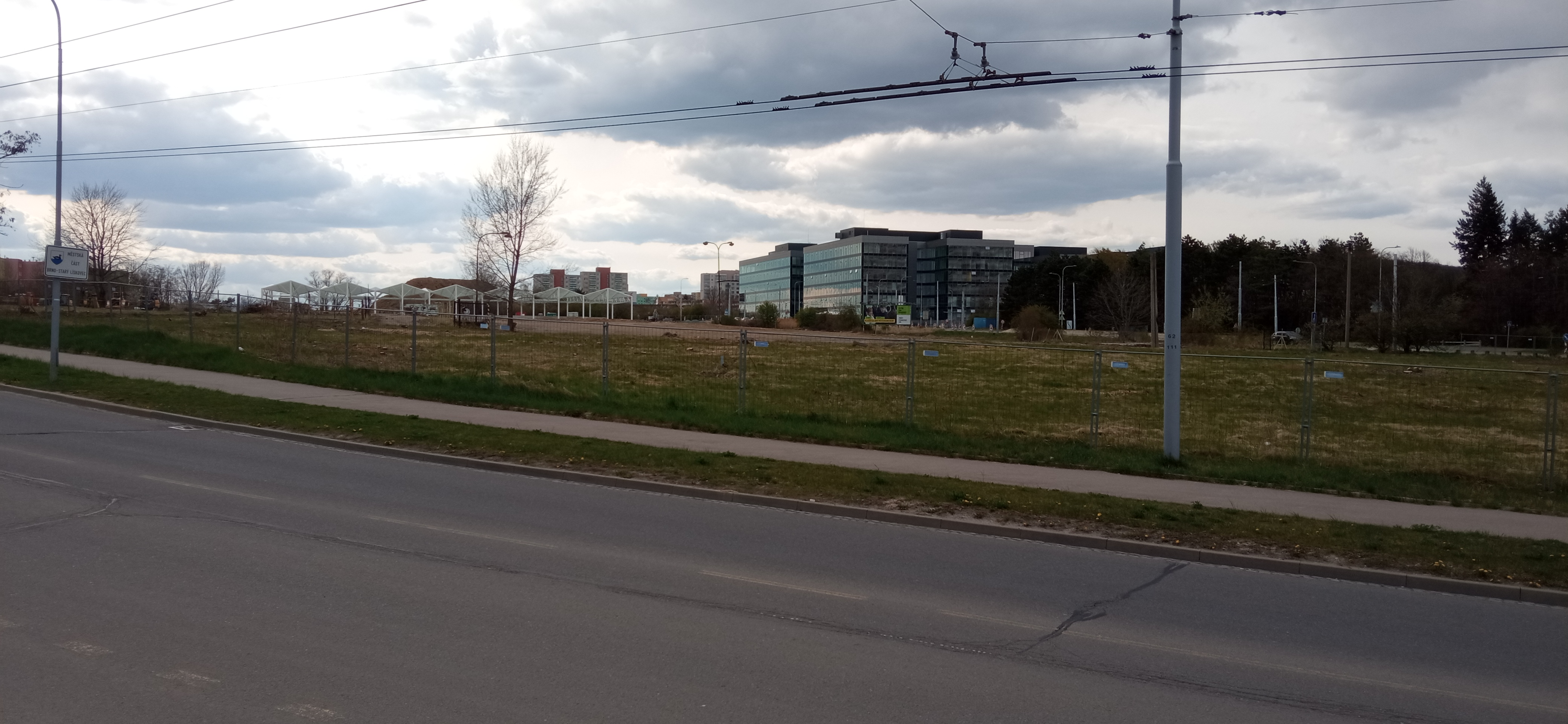
Oblast budoucí čtvrtě u nově vzniklé zastávky tramvaje

Čtvrť se nachází v silně se rozvíjející oblasti blízko Univerzitního kampusu Masarykovy univerzity, bohunické nemocnice. V návaznosti na přítomnost těchto institucí sem v minulých letech přibyla i další výzkumná centra, např. CEITEC, RECETOX, Moravský zemský archiv nebo nově stavěný BioPharma Hub. Hlavním nákupním střediskem v okolí je centrum Campus Square.
Dopravně bude oblast napojená na přivaděč k dálnici D1. Pod lokalitou město postavilo při hloubení tramvajové tratě k bohunické nemocnici, u které se nachází terminál veřejné dopravy, zastávku Západní brána pro obsluhu budoucí čtvrtě a současného sídliště.

## Stavba a charakteristika
Nová čtvrť se bude skládat z převážně výškových budov, přičemž nejvyšší má uvažovanou výšku kolem 90 metrů. V současnosti se v okolí nachází dvě budovy vyšší než 60 metrů, a to Live Up C a budova L bohunické nemocnice, se kterou má čtvrť tvořit pomyslnou vstupní bránu do města ze západu (což dalo budoucí čtvrti jméno).
Čtvrť se dělí na dvě části, přičemž ta západní se postaví ve spolupráci České spořitelny a města Brna, které tento projekt zařadilo do svých plánů pro podporu dostupného bydlení. Východní část, obsahující nejvyšší budovu a blok BRIXX od soukromého investora, se pravděpodobně začne stavět na podzim roku 2025.